# 萊克亨利鎮區 (明尼蘇達州斯特恩斯縣)
萊克亨利鎮區（英語：Lake Henry Township）是位於美國明尼蘇達州斯特恩斯縣的一個行政鎮區，於1869年設立。

## 地方資料
萊克亨利鎮區的面積為91.98平方千米，當中陸地面積為91.47平方千米，而水域面積為0.51平方千米。根據2020年美國人口普查的數據，當地共有人口248人，而人口密度為每平方千米2.7人。